# 纳纳-格雷比济省
纳纳-格雷比济省（法語：Prefecture de Nana-Grébizi）是中非共和国16省之一，首府卡加班多罗。該省面积為19996平方公里，根據2003年人口普查，人口為132740人。